# گمینا ژورومین
گمینا ژورومین (به لهستانی:  Gmina Żuromin) یک گمینا در لهستان است که در شهرستان ژورومین واقع شده‌است. گمینا ژورومین ۱۳۲٫۴۴ کیلومتر مربع مساحت و ۱۴٬۲۷۱ نفر جمعیت دارد.